# Liste der Monuments historiques in Ris-Orangis
Die Liste der Monuments historiques in Ris-Orangis führt die Monuments historiques in der französischen Gemeinde Ris-Orangis auf.

## Liste der Bauwerke
| Bezeichnung                    | Beschreibung | Standort | Kennzeichnung | Schutzstatus | Datum | Bild |
| ------------------------------ | ------------ | -------- | ------------- | ------------ | ----- | ---- |
| Château de Trousseau (Schloss) |              | (Lage)   | PA00087989    | Inscrit      | 1985  |      |

## Liste der Objekte
- Monuments historiques (Objekte) in Ris-Orangis der Base Palissy des französischen Kultusministeriums